# 德阿爾
德阿爾是南非的城鎮，位於該國中部，由北開普省負責管轄，始建於1903年，面積119.16平方公里，每年平均降雨量196毫米，2001年人口6,509，人口密度每平方公里55人。

## 外部連結
- citypopulation.de （页面存档备份，存于） - Populations in urban areas in South Africa.
- places.co.za （页面存档备份，存于） - De Aar
- angelfire.com （页面存档备份，存于） - About De Aar
- De Aar environs